# Villedieu-sur-Indre
Pour l’article homonyme, voir Villedieu.
Villedieu-sur-Indre est une commune française située dans le département de l'Indre, en région Centre-Val de Loire.

## Géographie

### Localisation
La commune est située dans le centre du département de l'Indre, dans la région naturelle de la Champagne berrichonne, au cœur du Berry en région Centre-Val de Loire.
Les communes limitrophes sont : Niherne (3 km), Chezelles (5 km), La Chapelle-Orthemale (7 km), Saint-Lactencin (7 km), Saint-Maur (9 km), Neuillay-les-Bois (10 km) et Buzançais (10 km).
Les communes chefs-lieux et préfectorales sont : Buzançais (10 km), Châteauroux (13 km), Issoudun (36 km), Le Blanc (43 km) et La Châtre (45 km).

### Hameaux et lieux-dits
Les hameaux et lieux-dits de la commune sont : Chambon, Mehun, La Garenne, Chézeauneuf, Le Boulonnais, Le Poyou, La Forêt, Le Puy, Le Petit Puy, La Bruère, Chamousseau, Gondry, Puy d'Or, Le Harras et les Chézeaux.

### Géologie et hydrographie
La commune est classée en zone de sismicité 2, correspondant à une sismicité faible.
Le territoire communal est arrosé par les rivières : Indre, Claise et Trégonce. Le confluent de ces deux cours d'eau (Indre et Trégonce) est sur le territoire de la commune.

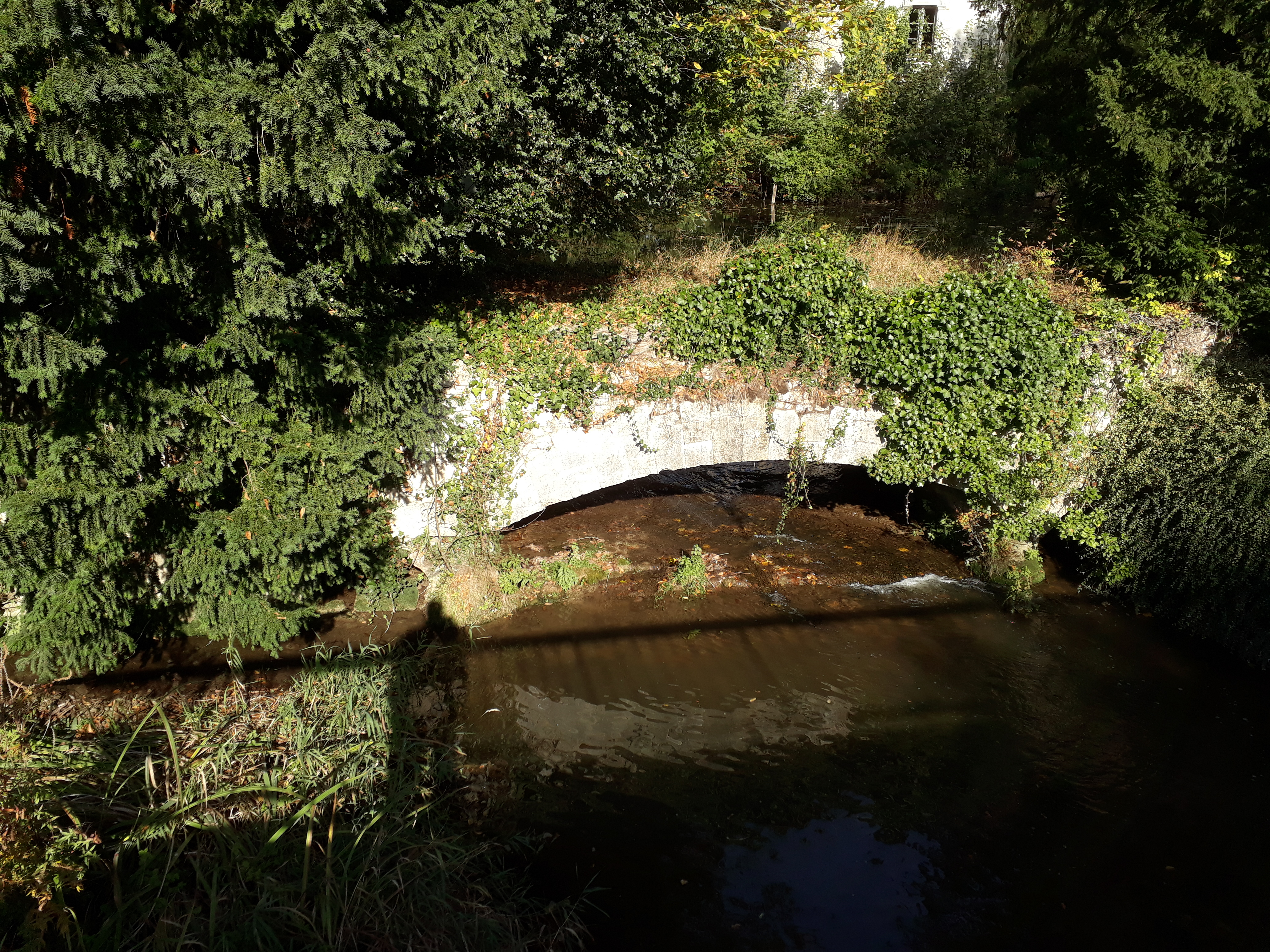
La rivière Trégonce en 2017.

### Climat
Pour des articles plus généraux, voir Climat du Centre-Val de Loire et Climat de l'Indre.
En 2010, le climat de la commune est de type climat océanique dégradé des plaines du Centre et du Nord, selon une étude du CNRS s'appuyant sur une série de données couvrant la période 1971-2000. En 2020, Météo-France publie une typologie des climats de la France métropolitaine dans laquelle la commune est exposée à un climat océanique altéré et est dans la région climatique Centre et contreforts nord du Massif Central, caractérisée par un air sec en été et un bon ensoleillement.
Pour la période 1971-2000, la température annuelle moyenne est de 11,3 °C, avec une amplitude thermique annuelle de 15,3 °C. Le cumul annuel moyen de précipitations est de 744 mm, avec 11,5 jours de précipitations en janvier et 7,1 jours en juillet. Pour la période 1991-2020, la température moyenne annuelle observée sur la station météorologique de Météo-France la plus proche, sur la commune de Châteauroux à 12 km à vol d'oiseau, est de 12,2 °C et le cumul annuel moyen de précipitations est de 816,1 mm,. Pour l'avenir, les paramètres climatiques de la commune estimés pour 2050 selon différents scénarios d'émission de gaz à effet de serre sont consultables sur un site dédié publié par Météo-France en novembre 2022.

### Voies de communication et transports
Le territoire communal est desservi par les routes départementales : 27, 64E, 67, 67A, 76, 925 et 943.
La ligne de Joué-lès-Tours à Châteauroux passe par le territoire communal, une gare desservait la commune. La gare ferroviaire la plus proche est la gare de Châteauroux, à 14 km.
Villedieu-sur-Indre est desservie par la ligne 2.4 du réseau d'autocars TER Centre-Val de Loire qui est en accès gratuit pour les tous les habitants de Villedieu-sur-Indre voyageant de Villedieu-sur-Indre à Châteauroux et de Châteauroux à Villedieu-sur-Indre.
L'aéroport le plus proche est l'aéroport de Châteauroux-Centre, à 16 km.
Le territoire communal est traversé par le sentier de grande randonnée 46.

## Urbanisme

### Typologie
Au 1er janvier 2024, Villedieu-sur-Indre est catégorisée bourg rural, selon la nouvelle grille communale de densité à sept niveaux définie par l'Insee en 2022.
Elle appartient à l'unité urbaine de Villedieu-sur-Indre, une unité urbaine monocommunale constituant une ville isolée,. Par ailleurs la commune fait partie de l'aire d'attraction de Châteauroux, dont elle est une commune de la couronne,. Cette aire, qui regroupe 71 communes, est catégorisée dans les aires de 50 000 à moins de 200 000 habitants,.

### Occupation des sols
L'occupation des sols de la commune, telle qu'elle ressort de la base de données européenne d’occupation biophysique des sols Corine Land Cover (CLC), est marquée par l'importance des territoires agricoles (78,5 % en 2018), une proportion sensiblement équivalente à celle de 1990 (79 %). La répartition détaillée en 2018 est la suivante : 
terres arables (71,1 %), forêts (16,1 %), prairies (4,5 %), zones agricoles hétérogènes (2,9 %), zones urbanisées (2,8 %), espaces verts artificialisés, non agricoles (1,5 %), mines, décharges et chantiers (0,9 %), zones industrielles ou commerciales et réseaux de communication (0,3 %). L'évolution de l’occupation des sols de la commune et de ses infrastructures peut être observée sur les différentes représentations cartographiques du territoire : la carte de Cassini (XVIIIe siècle), la carte d'état-major (1820-1866) et les cartes ou photos aériennes de l'IGN pour la période actuelle (1950 à aujourd'hui).

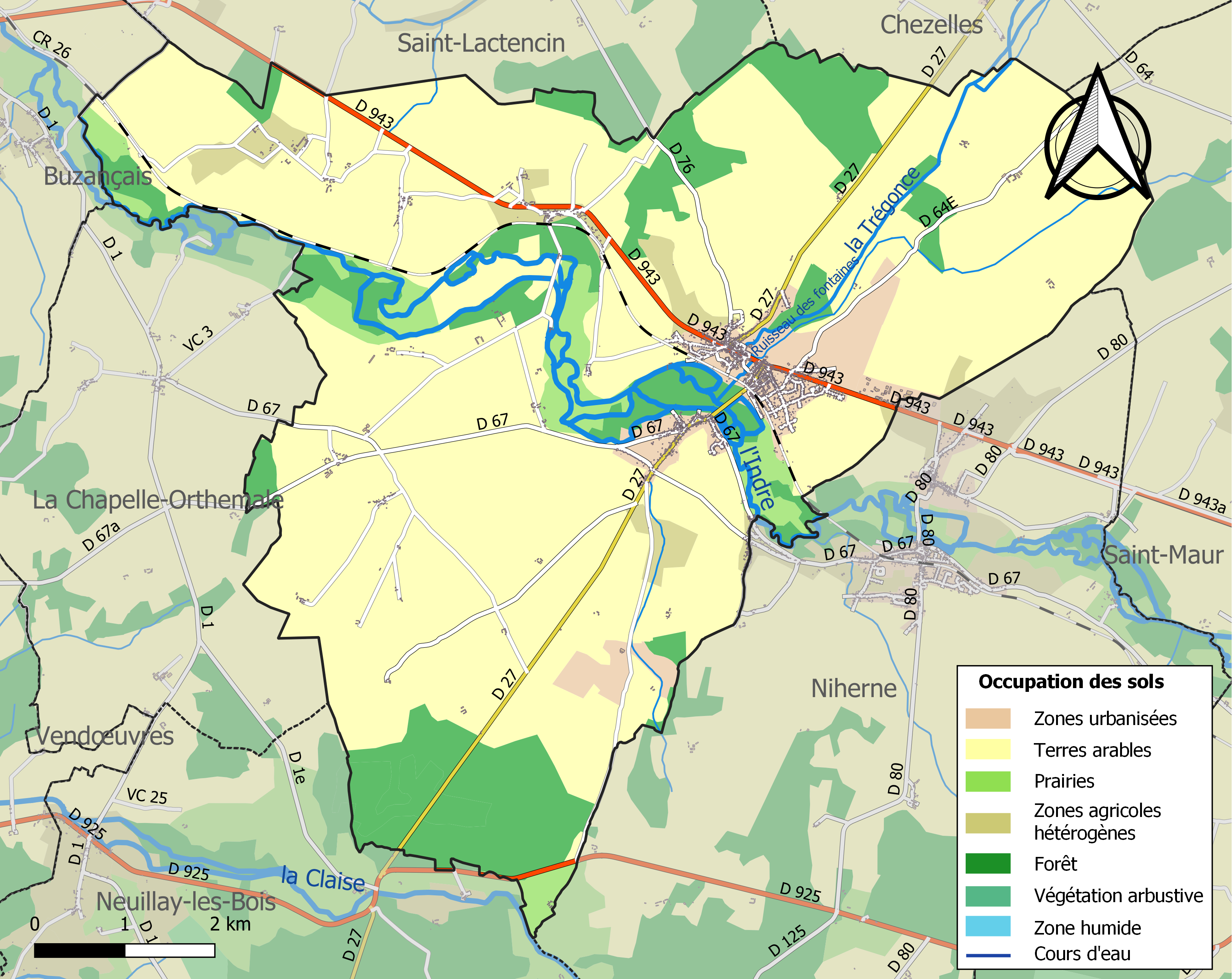
Carte des infrastructures et de l'occupation des sols de la commune en 2018 (CLC).

### Logement
Le tableau ci-dessous présente le détail du secteur des logements de la commune :
| Date du relevé                                              | 2017   |
| Nombre total de logements                                   | 1 430  |
| Résidences principales                                      | 84,7   |
| Résidences secondaires                                      | 2,9 %  |
| Logements vacants                                           | 12,4 % |
| Part des ménages propriétaires de leur résidence principale | 66,8 % |

### Risques majeurs
Le territoire de la commune de Villedieu-sur-Indre est vulnérable à différents aléas naturels : météorologiques (tempête, orage, neige, grand froid, canicule ou sécheresse), inondations, feux de forêts et séisme (sismicité faible). Il est également exposé à un risque technologique, le transport de matières dangereuses. Un site publié par le BRGM permet d'évaluer simplement et rapidement les risques d'un bien localisé soit par son adresse soit par le numéro de sa parcelle.

#### Risques naturels
Certaines parties du territoire communal sont susceptibles d’être affectées par le risque d’inondation par débordement de cours d'eau, notamment la Trégonce et l'Indre. La commune a été reconnue en état de catastrophe naturelle au titre des dommages causés par les inondations et coulées de boue survenues en 1982 et 1999,.
Pour anticiper une remontée des risques de feux de forêt et de végétation vers le nord de la France en lien avec le dérèglement climatique, les services de l’État en région Centre-Val de Loire (DREAL, DRAAF, DDT) avec les SDIS ont réalisé en 2021 un atlas régional du risque de feux de forêt, permettant d’améliorer la connaissance sur les massifs les plus exposés. La commune, étant pour partie dans le massif de Châteauroux, est classée au niveau de risque 4, sur une échelle qui en comporte quatre (1 étant le niveau maximal).

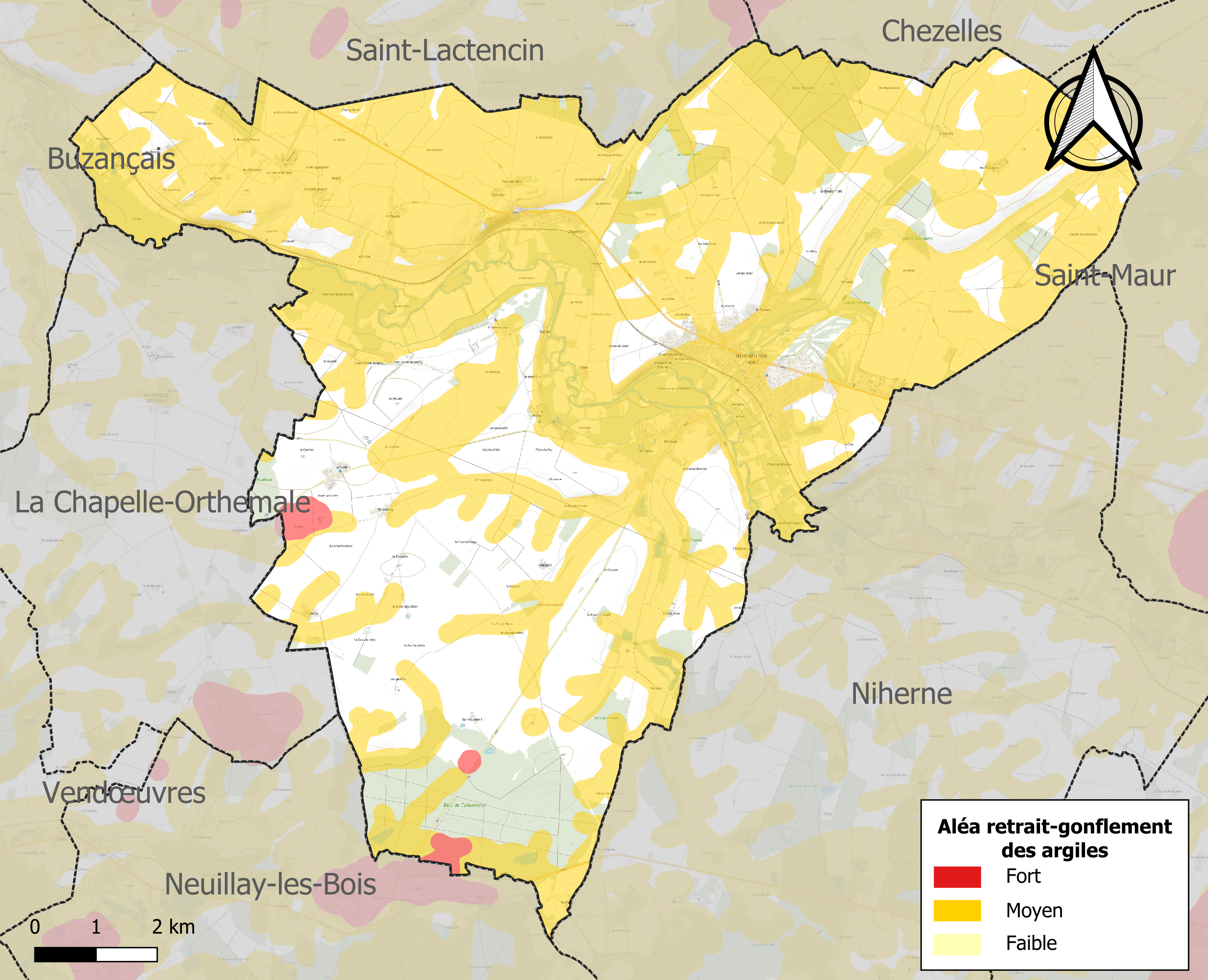
Carte des zones d'aléa retrait-gonflement des sols argileux de Villedieu-sur-Indre.

Le retrait-gonflement des sols argileux est susceptible d'engendrer des dommages importants aux bâtiments en cas d’alternance de périodes de sécheresse et de pluie. 67,9 % de la superficie communale est en aléa moyen ou fort (84,7 % au niveau départemental et 48,5 % au niveau national). Sur les 1 270 bâtiments dénombrés sur la commune en 2019, 1025 sont en aléa moyen ou fort, soit 81 %, à comparer aux 86 % au niveau départemental et 54 % au niveau national. Une cartographie de l'exposition du territoire national au retrait gonflement des sols argileux est disponible sur le site du BRGM,.
Concernant les mouvements de terrains, la commune a été reconnue en état de catastrophe naturelle au titre des dommages causés par la sécheresse en 2019 et par des mouvements de terrain en 1999.

#### Risques technologiques
Le risque de transport de matières dangereuses sur la commune est lié à sa traversée par des infrastructures routières ou ferroviaires importantes ou la présence d'une canalisation de transport d'hydrocarbures. Un accident se produisant sur de telles infrastructures est en effet susceptible d’avoir des effets graves au bâti ou aux personnes jusqu’à 350 m, selon la nature du matériau transporté. Des dispositions d’urbanisme peuvent être préconisées en conséquence.

## Toponymie
Le premier nom de la commune dès le IIIe siècle porte le nom gallo-romain de Pontiniacum. Au Xe siècle, Raoul de Déols fonda dans ce petit bourg, au nom déformé par le temps en « Ponthieul », un prieuré. Il décida alors de changer ce nom en « Villa Déi » devenu « La Villedieu ».
Durant la Révolution française, pour suivre le décret de la Convention du 25 vendémiaire an II invitant les communes ayant des noms pouvant rappeler les souvenirs de la royauté, de la féodalité ou des superstitions, à les remplacer par d'autres dénominations, la commune change de nom pour Vérité, puis deux ans plus tard Pontigny-sur-trégonce. Mais la ville reprendra vite son vrai nom de Villedieu dès 1795.
En 1890, la commune, appelée simplement Villedieu, devient Villedieu-sur-Indre.
Ses habitants sont appelés les Théopolitains.

## Histoire
Un grand polissoir fixe néoilthique a été trouvé sur la commune à la fin du XIXème siècle, près de la ferme du Puy. Il est actuellement exposé dans la cour d'honneur de l'Hotel Bertrand à Châteauroux.
En 2024 plusieurs fosses remplies de chevaux gaulois sont découvertes pas des archéologues de l’Inrap sur le chantier médiéval de Villedieu-sur-Indre.
Le 25 novembre 1693, Honoré de Launay, seigneur de Boulognois est inhumé dans l'église de Villedieu-sur-Indre.
En 1823, la commune absorbe celles voisines de Chambon et de Mehun.
Après la jacquerie de Buzançais en 1847 (provoquée par la cherté du blé), des émeutes ont lieu à Villedieu.

## Politique et administration
La commune dépend de l'arrondissement de Châteauroux, du canton de Buzançais, de la première circonscription de l'Indre et de la communauté de communes Val de l'Indre - Brenne.
Elle dispose d'un bureau de poste, d'un centre de secours et d'une brigade de Gendarmerie nationale (France)

### Liste des maires
| Période          | Période         | Identité           | Étiquette   | Qualité |
| ---------------- | --------------- | ------------------ | ----------- | --- |
| 1944             | 1947            | François Chamaly   |             | |
| 1947             | 1947            | Henri Legras       |             | |
| 1947             | 1954            | Jules Descoutures  | Rad.        | Conseiller général de Buzançais (1951 → 1954) Décédé en fonction |
| 1955             | mars 1971       | Julien Morin       |             | |
| mars 1971        | 1974            | Denis Thonon       |             | |
| 1974             | mars 1983       | Léopold Thibault   |             | |
| mars 1983,       | 4 novembre 2010 | Jean-Paul Thibault | DVG puis PS | Avocat au barreau de Châteauroux Conseiller régional du Centre (1994 → 1998) Conseiller général de Buzançais (1982 → 2001) Président de la CC Val de l'Indre - Brenne (1997 → 2010) Décédé en fonction |
| 12 décembre 2010 | 24 mai 2020     | Bernard Gontier    | DVG         | Retraité de l’Éducation nationale |
| 24 mai 2020      | En cours        | Xavier Elbaz       | DVD         | Directeur de cabinet du maire de Châteauroux |

## Population et société

### Démographie
L'évolution du nombre d'habitants est connue à travers les recensements de la population effectués dans la commune depuis 1793. Pour les communes de moins de 10 000 habitants, une enquête de recensement portant sur toute la population est réalisée tous les cinq ans, les populations de référence des années intermédiaires étant quant à elles estimées par interpolation ou extrapolation. Pour la commune, le premier recensement exhaustif entrant dans le cadre du nouveau dispositif a été réalisé en 2007.

En 2022, la commune comptait 2 615 habitants, en évolution de −3,9 % par rapport à 2016 (Indre : −3 %, France hors Mayotte : +2,11 %).
| 1793 | 1800 | 1806 | 1821 | 1831  | 1836  | 1841  | 1846  | 1851  |
| ---- | ---- | ---- | ---- | ----- | ----- | ----- | ----- | ----- |
| 750  | 566  | 770  | 987  | 2 233 | 2 358 | 2 450 | 2 207 | 2 443 |

| 1856  | 1861  | 1866  | 1872  | 1876  | 1881  | 1886  | 1891  | 1896  |
| ----- | ----- | ----- | ----- | ----- | ----- | ----- | ----- | ----- |
| 2 244 | 2 264 | 2 433 | 2 310 | 2 627 | 2 672 | 2 694 | 2 648 | 2 721 |

| 1901  | 1906  | 1911  | 1921  | 1926  | 1931  | 1936  | 1946  | 1954  |
| ----- | ----- | ----- | ----- | ----- | ----- | ----- | ----- | ----- |
| 2 816 | 3 063 | 3 243 | 2 883 | 2 832 | 2 513 | 2 547 | 2 540 | 2 574 |

| 1962  | 1968  | 1975  | 1982  | 1990  | 1999  | 2006  | 2007  | 2012  |
| ----- | ----- | ----- | ----- | ----- | ----- | ----- | ----- | ----- |
| 2 440 | 2 326 | 2 294 | 2 276 | 2 158 | 2 340 | 2 672 | 2 716 | 2 755 |

| 2017  | 2022  | - | - | - | - | - | - | - |
| ----- | ----- | - | - | - | - | - | - | - |
| 2 697 | 2 615 | - | - | - | - | - | - | - |

### Enseignement
La commune dépend de la circonscription académique du Blanc.
Villedieu-sur-Indre comporte une école maternelle et deux écoles élémentaires.
Le collège de rattachement est le collège "Les Sablons" de Buzançais.

### Équipement culturel
La commune de Villedieu-sur-Indre a une médiathèque municipale.

### Santé
Villedieu-sur-Indre compte un centre de secours, une maison médicale, une maison paramédicale et une pharmacie.

### Sports
- Football (L'Union sportive de Villedieu (USV),
- Futsal (Villedieu Futsal et ThéoFutsal)
- Tennis (Le Tennis club de Villedieu),
- Badminton (ThéoBad),
- Tennis de table (ThéoPing),
- Danse (Villedieu Danse),
- Gymnastique volontaire,
- Judo (Judo Club de Villedieu),
- Twirling (A.S.T.C. Twirling bâton Villedieu-sur-Indre),
- Golf (Golf Club du Val de l’Indre),
- Cyclotourisme (US Cyclotourisme),
- Pétanque (US Boulistes),
- Danse country (Villedieu Country Dance)[47].
- Salle des sports,
- Gymnase,
- Salle de danse,
- Terrain de boules,
- Stade comportant deux terrains de football dont un synthétique, deux courts de tennis extérieurs, une aire de musculation extérieure, un golf 18 trous[47].

La Ville de Villedieu-sur-Indre a été labellisée "Ville sportive" par le Comité régional olympique et sportif Centre-Val de Loire et "Terre de Jeux 2024" dans le cadre des Jeux Olympiques de Paris 2024.

### Médias
La commune est couverte par les médias suivants : La Nouvelle République du Centre-Ouest, Le Berry républicain, La Bouinotte, Le Petit Berrichon, France 3 Centre-Val de Loire, Berry Issoudun Première, Vibration, Forum, France Bleu Berry et RCF en Berry.

### Cultes
L'Église Saint-Sébastien de Villedieu-sur-Indre accueille les cérémonies catholiques.

## Économie

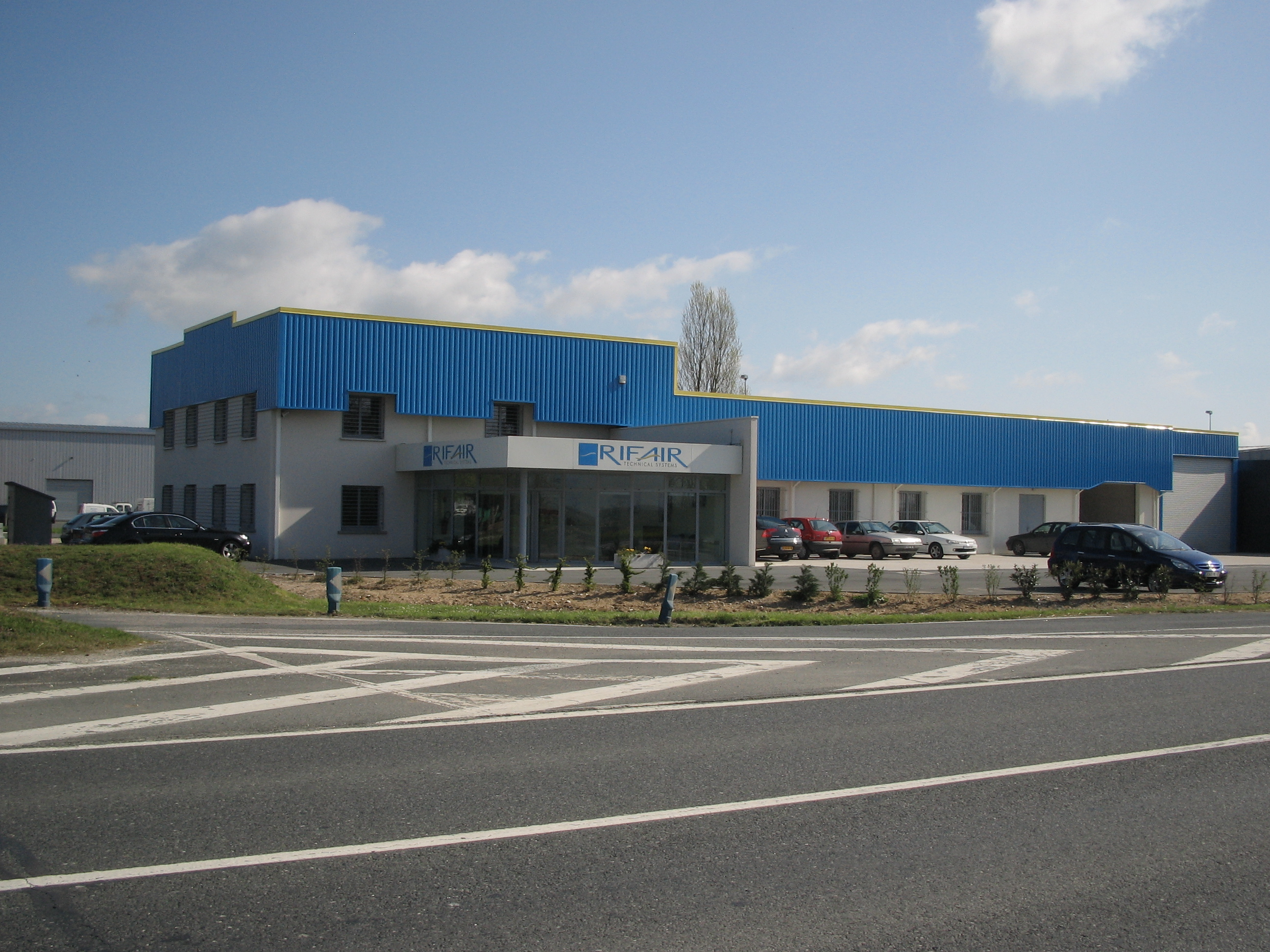
L'entreprise Rifair en 2006.

La commune se situe dans l'unité urbaine de Villedieu-sur-Indre, dans l’aire urbaine de Châteauroux, dans la zone d’emploi de Châteauroux et dans le bassin de vie de Buzançais.
La commune se trouve dans l'aire géographique et dans la zone de production du lait, de fabrication et d'affinage des fromages Valençay et Sainte-maure-de-touraine.
Une zone d'activités de 22 ha est implantée sur le territoire communal et compte 30 entreprises représentant ainsi 450 emplois.
En dehors de sa zone d'activités, Villedieu-sur-Indre accueille une cinquantaine de commerces de proximité et d'artisans.

## Culture locale et patrimoine

### Fleurissement
Villedieu-sur-Indre a obtenu en 2021 sa première fleur au concours des villes et villages fleuris puis sa deuxième fleur en 2022.

### Patrimoine
- Le grand polissoir néolithique découvert sur la commune est exposé au musée de l'hotel Bertrand à Châteauroux.
- Église Saint-Sébastien (XIe siècle) : l'église remaniée au XIXe siècle fait l’objet d’un classement au titre des monuments historiques depuis le 6 juin 1994[57]. On peut lire sur son frontispice : « République Française ». Le monument appartient désormais à la commune.
- Ruines du château de Villedieu-sur-Indre, rachetées en 2023 par la municipalité au prix symbolique de 100€. Sa restauration est prévue[58]
- Château de Chamousseau

### Personnalités liées à la commune
- Denis Bergeret (1844-1910), peintre français.
- Henri d'Astier de la Vigerie (1897-1952), résistant.
- Henri Renaud (1925-2002), pianiste de jazz, natif de Villedieu-sur-Indre.

### Héraldique, logotype et devise
| Blason de Villedieu-sur-Indre | Blason  | Écartelé : au 1er d'or au léopard de gueules, au 2e de gueules à la fasce d'or, au 3e de gueules à trois besants d'or rangés en fasce, au 4e d'or au poisson de gueules ; sur le tout, d'azur au château d'or le corps de logis couvert, à quatre arcades romanes et à deux étages de quatre fenêtres de sable chacun, flanqué de deux tours couvertes aussi d'or, ajourées aussi de sable, le château posé sur une terrasse isolée de sinople. |
| Blason de Villedieu-sur-Indre | Détails | Adopté le 20 mai 1988. |